# Nikólaos de Grèce
Pour les articles homonymes, voir Nicolas de Grèce.
Nikólaos (ou Nicolas) de Grèce (en grec moderne : Νικόλαος της Ελλάδας / Nikólaos tis Elládas), prince de Grèce et de Danemark, est né le 1er octobre 1969 à Rome, en Italie. Second fils du roi Constantin II de Grèce et de la reine Anne-Marie, c'est un membre de l'ancienne famille royale de Grèce, un homme d'affaires et un photographe.
Né en exil quatre ans avant l'abolition de la monarchie en Grèce, le prince Nikólaos passe l'essentiel de sa vie à l'étranger et ce n'est qu'en 2013 qu'il rentre s'installer à Athènes. Après des études au Royaume-Uni et aux États-Unis, le jeune homme travaille successivement dans les télécommunications et la banque avant d'intégrer le cabinet privé de son père, à Londres, en 1995. Le prince s'adonne à la photographie et a créé sa propre formation politique.

## Famille
Le prince Nikólaos est le deuxième fils et le troisième enfant du roi Constantin II de Grèce (1940-2023) et de son épouse, la princesse Anne-Marie de Danemark (1946). Par son père, il est donc le petit-fils du roi Paul Ier de Grèce (1901-1964) et de la princesse Frederika de Hanovre (1917-1981) tandis que, par sa mère, il descend du roi Frédéric IX de Danemark (1899-1972) et de la princesse Ingrid de Suède (1910-2000).
Neveu des reines Sophie d'Espagne (1938) et Margrethe II de Danemark (1940), Nikólaos est également apparenté à la plupart des autres monarques du vieux continent en sa qualité de descendant de la reine Victoria du Royaume-Uni (1819-1901), surnommée la « grand-mère de l'Europe », et du roi Christian IX de Danemark (1818-1906), surnommé le « beau-père de l'Europe ».
Le 25 août 2010, Nikólaos épouse, à Spetses, en Grèce, la philanthrope vénézuélienne-américaine élevée en Suisse Tatiana Blatnik (1980), fille naturelle de l'industriel vénézuélien d'origine slovène Ladislav Blatnik (1933-1986) et de l'Allemande Marie Blanche Bierlein (1954), elle-même descendante par les femmes du prince-électeur Guillaume II de Hesse-Cassel (1777-1847). Tatiana et Nikólaos n'ont pas d'enfant. Le couple annonce sa séparation et divorce en 2024.
Le 7 février 2025, le prince épouse en secondes noces, à Athènes, la femme d'affaires grecque Chrysí Vardinogiánnis (1981), fille de l'homme d'affaires Giórgos Vardinogiánnis (en) (1936) et de son ex-épouse Agápi Políti (1955).

## Biographie

### Enfance et études
Deuxième fils (et troisième enfant) du roi Constantin II et de la reine Anne-Marie, le prince Nikólaos voit le jour à la clinique Villa Claudia de Rome, en Italie, à une époque où la Grèce est encore officiellement une monarchie mais où la famille royale est contrainte à l'exil depuis le contre-coup d'État manqué du souverain contre la Dictature des colonels, en décembre 1967. En 1973, la junte militaire au pouvoir à Athènes proclame officiellement la république et Nikólaos et sa famille partent s'installer à Copenhague, au Danemark, avant d'établir définitivement leur résidence à Londres, au Royaume-Uni, à partir de 1974.
L'éducation de Nikólaos est d'abord confiée à un professeur particulier, le précepteur grec Kanellopoulos. Puis, le prince intègre le collège hellénique de Londres, fondé par l'ex-roi Constantin pour fournir une formation de qualité en grec à ses enfants, avant d'entrer au Collingham Tutorial College de Kensington. Une fois ses études secondaires achevées, il part aux États-Unis pour y étudier les relations internationales à l'université Brown (1988-1993). Entre-temps, il effectue son service militaire dans un régiment de dragons en Écosse (1990).
Ami proche de son cousin le prince des Asturies, Nikólaos accompagne celui-ci dans plusieurs voyages officiels et privés à l'étranger. Ses relations avec la Grèce restent par contre lointaines du fait du maintien des mesures d'exil par les autorités hellènes après le retour de la démocratie. Elles se limitent ainsi à deux séjours de courte durée : le premier en 1981 à l'occasion des funérailles de sa grand-mère, la reine douairière Frederika de Hanovre, et le second en 1993, lors de vacances très polémiques dans les îles de l'Égée.

### Vie professionnelle
En 1987, Nikólaos effectue un premier stage dans la société de télécommunications Metromedia. En 1993, il intègre Fox News et s'installe à New York. En 1995, il abandonne l'univers des médias pour celui de la banque et travaille dans la division boursière de la National Westminster. En 1998, il intègre finalement le cabinet privé de son père, à Londres. À partir de 2002, il devient aussi membre du conseil d'administration de la fondation Anne-Marie, qui vise à aider les victimes de catastrophes naturelles comme les inondations et les tremblements de terre en Grèce,.

### Vie personnelle
Le prince fréquente quelque temps la top-modèle australienne Elle McPherson puis l'actrice américaine Gwyneth Paltrow. Cependant, en 2000, il tombe amoureux de la Vénézuélienne Tatiana Blatnik, sœur de son ami Boris Blatnik, lors d'un séjour à Gstaad, en Suisse. Née le 28 août 1980, la jeune femme travaille dans la communication événementielle pour la styliste Diane von Fürstenberg. Elle a grandi en Suisse et étudié à l'Aiglon College, avant de suivre des cours de sociologie à l'université de Georgetown, à Washington,.
Après plusieurs années de relation semi-officielle, les fiançailles de Nikólaos et de Tatiana Blatnik sont annoncées publiquement par le bureau de Constantin II à Londres le 28 décembre 2009.
Le gouvernement hellène ayant officiellement autorisé les membres de l'ex-famille royale à rentrer en Grèce en 2004, Nikólaos et Tatiana décident de célébrer leur mariage sur l'île de Spetses, le 25 août 2010. La cérémonie réunit des membres de tout le gotha européen (parmi lesquels les reines Sophie d'Espagne et Margrethe II de Danemark et les princes Willem-Alexander des Pays-Bas et Haakon de Norvège) ainsi que de nombreuses personnalités du show-business (dont Elton John),,,. Enfin, l'événement fait l'objet d'une large publicité de la part de la presse du cœur internationale (faisant les couvertures de Point de vue, de ¡Hola! ou de L'Espresso) mais aussi de la presse grecque plus classique (comme l'illustrent les unes de Ta Néa, Apogevmatini ou Estía).
Après leur mariage, Nikólaos et Tatiana retournent vivre à Londres. Bientôt, des rumeurs circulent sur une possible grossesse de la princesse, sans fondement. En octobre 2013, le couple déménage à Athènes, où il loue un vaste appartement appartenant à la fille de l'ancien Premier ministre républicain Andréas Papandréou,. Dans la capitale grecque, le couple mène une existence relativement simple. La princesse Tatiana s'engage dans différentes activités caritatives,, tandis que son époux se lance dans la photographie,,,. Nikólaos s'intéresse par ailleurs à la politique et fonde sa propre formation, composée de technocrates et de fidèles de la monarchie. Le 19 avril 2024, Nikólaos et Tatiana annoncent la fin de leur union après quatorze ans de mariage.
Début 2025, la presse révèle que le prince Nikólaos est en couple avec Chrysí Vardinogiánnis, nièce de l'armateur grec Vardís Vardinogiánnis, proche de l'ancienne famille royale. Leurs fiançailles sont annoncées le 24 janvier 2025 ; le mariage est célébré en l’église byzantine Saint Nicolas Ragavas d’Athènes le 7 février 2025, en présence de la plupart des membres de l'ancienne dynastie grecque, de la reine émérite Sophie d'Espagne et de sa fille, l’infante Cristina, ainsi que de la princesse Benedikte de Danemark,.

## Distinctions
- Grand-croix de l'ordre du Sauveur (Grèce)[42].
- Récipiendaire de l'ordre de l'Étoile de Karageorge (Serbie)[43].

## Quartiers du prince Nikólaos
|  |                                                                      |  |  |  |  |  |  |  |  |  |  |  |  |  |  |  |
|  | 16. Georges Ier de Grèce                                             |  |  |  |  |  |  |  |  |  |  |  |  |  |  |  |
|  |                                                                      |  |  |  |  |  |  |  |  |  |  |  |  |  |  |  |
|  |                                                                      |  |  |  |  |  |  |  |  |  |  |  |  |  |  |  |
|  | 8. Constantin Ier de Grèce                                           |  |  |  |  |  |  |  |  |  |  |  |  |  |  |  |
|  |                                                                      |  |  |  |  |  |  |  |  |  |  |  |  |  |  |  |
|  |                                                                      |  |  |  |  |  |  |  |  |  |  |  |  |  |  |  |
|  | 17. Olga Constantinovna de Russie                                    |  |  |  |  |  |  |  |  |  |  |  |  |  |  |  |
|  |                                                                      |  |  |  |  |  |  |  |  |  |  |  |  |  |  |  |
|  |                                                                      |  |  |  |  |  |  |  |  |  |  |  |  |  |  |  |
|  | 4. Paul Ier de Grèce                                                 |  |  |  |  |  |  |  |  |  |  |  |  |  |  |  |
|  |                                                                      |  |  |  |  |  |  |  |  |  |  |  |  |  |  |  |
|  |                                                                      |  |  |  |  |  |  |  |  |  |  |  |  |  |  |  |
|  | 18. Frédéric III d'Allemagne                                         |  |  |  |  |  |  |  |  |  |  |  |  |  |  |  |
|  |                                                                      |  |  |  |  |  |  |  |  |  |  |  |  |  |  |  |
|  |                                                                      |  |  |  |  |  |  |  |  |  |  |  |  |  |  |  |
|  | 9. Sophie de Prusse                                                  |  |  |  |  |  |  |  |  |  |  |  |  |  |  |  |
|  |                                                                      |  |  |  |  |  |  |  |  |  |  |  |  |  |  |  |
|  |                                                                      |  |  |  |  |  |  |  |  |  |  |  |  |  |  |  |
|  | 19. Victoria du Royaume-Uni                                          |  |  |  |  |  |  |  |  |  |  |  |  |  |  |  |
|  |                                                                      |  |  |  |  |  |  |  |  |  |  |  |  |  |  |  |
|  |                                                                      |  |  |  |  |  |  |  |  |  |  |  |  |  |  |  |
|  | 2. Constantin II de Grèce                                            |  |  |  |  |  |  |  |  |  |  |  |  |  |  |  |
|  |                                                                      |  |  |  |  |  |  |  |  |  |  |  |  |  |  |  |
|  |                                                                      |  |  |  |  |  |  |  |  |  |  |  |  |  |  |  |
|  | 20. Ernest-Auguste de Hanovre                                        |  |  |  |  |  |  |  |  |  |  |  |  |  |  |  |
|  |                                                                      |  |  |  |  |  |  |  |  |  |  |  |  |  |  |  |
|  |                                                                      |  |  |  |  |  |  |  |  |  |  |  |  |  |  |  |
|  | 10. Ernest-Auguste de Brunswick                                      |  |  |  |  |  |  |  |  |  |  |  |  |  |  |  |
|  |                                                                      |  |  |  |  |  |  |  |  |  |  |  |  |  |  |  |
|  |                                                                      |  |  |  |  |  |  |  |  |  |  |  |  |  |  |  |
|  | 21. Thyra de Danemark                                                |  |  |  |  |  |  |  |  |  |  |  |  |  |  |  |
|  |                                                                      |  |  |  |  |  |  |  |  |  |  |  |  |  |  |  |
|  |                                                                      |  |  |  |  |  |  |  |  |  |  |  |  |  |  |  |
|  | 5. Frederika de Hanovre                                              |  |  |  |  |  |  |  |  |  |  |  |  |  |  |  |
|  |                                                                      |  |  |  |  |  |  |  |  |  |  |  |  |  |  |  |
|  |                                                                      |  |  |  |  |  |  |  |  |  |  |  |  |  |  |  |
|  | 22. Guillaume II d'Allemagne                                         |  |  |  |  |  |  |  |  |  |  |  |  |  |  |  |
|  |                                                                      |  |  |  |  |  |  |  |  |  |  |  |  |  |  |  |
|  |                                                                      |  |  |  |  |  |  |  |  |  |  |  |  |  |  |  |
|  | 11. Victoria-Louise de Prusse                                        |  |  |  |  |  |  |  |  |  |  |  |  |  |  |  |
|  |                                                                      |  |  |  |  |  |  |  |  |  |  |  |  |  |  |  |
|  |                                                                      |  |  |  |  |  |  |  |  |  |  |  |  |  |  |  |
|  | 23. Augusta-Victoria de Schleswig-Holstein-Sonderbourg-Augustenbourg |  |  |  |  |  |  |  |  |  |  |  |  |  |  |  |
|  |                                                                      |  |  |  |  |  |  |  |  |  |  |  |  |  |  |  |
|  |                                                                      |  |  |  |  |  |  |  |  |  |  |  |  |  |  |  |
|  | 1. Nikólaos de Grèce                                                 |  |  |  |  |  |  |  |  |  |  |  |  |  |  |  |
|  |                                                                      |  |  |  |  |  |  |  |  |  |  |  |  |  |  |  |
|  |                                                                      |  |  |  |  |  |  |  |  |  |  |  |  |  |  |  |
|  | 24. Frédéric VIII de Danemark                                        |  |  |  |  |  |  |  |  |  |  |  |  |  |  |  |
|  |                                                                      |  |  |  |  |  |  |  |  |  |  |  |  |  |  |  |
|  |                                                                      |  |  |  |  |  |  |  |  |  |  |  |  |  |  |  |
|  | 12. Christian X de Danemark                                          |  |  |  |  |  |  |  |  |  |  |  |  |  |  |  |
|  |                                                                      |  |  |  |  |  |  |  |  |  |  |  |  |  |  |  |
|  |                                                                      |  |  |  |  |  |  |  |  |  |  |  |  |  |  |  |
|  | 25. Louise de Suède                                                  |  |  |  |  |  |  |  |  |  |  |  |  |  |  |  |
|  |                                                                      |  |  |  |  |  |  |  |  |  |  |  |  |  |  |  |
|  |                                                                      |  |  |  |  |  |  |  |  |  |  |  |  |  |  |  |
|  | 6. Frédéric IX de Danemark                                           |  |  |  |  |  |  |  |  |  |  |  |  |  |  |  |
|  |                                                                      |  |  |  |  |  |  |  |  |  |  |  |  |  |  |  |
|  |                                                                      |  |  |  |  |  |  |  |  |  |  |  |  |  |  |  |
|  | 26. Frédéric-François III de Mecklembourg-Schwerin                   |  |  |  |  |  |  |  |  |  |  |  |  |  |  |  |
|  |                                                                      |  |  |  |  |  |  |  |  |  |  |  |  |  |  |  |
|  |                                                                      |  |  |  |  |  |  |  |  |  |  |  |  |  |  |  |
|  | 13. Alexandrine de Mecklembourg-Schwerin                             |  |  |  |  |  |  |  |  |  |  |  |  |  |  |  |
|  |                                                                      |  |  |  |  |  |  |  |  |  |  |  |  |  |  |  |
|  |                                                                      |  |  |  |  |  |  |  |  |  |  |  |  |  |  |  |
|  | 27. Anastasia Mikhaïlovna de Russie                                  |  |  |  |  |  |  |  |  |  |  |  |  |  |  |  |
|  |                                                                      |  |  |  |  |  |  |  |  |  |  |  |  |  |  |  |
|  |                                                                      |  |  |  |  |  |  |  |  |  |  |  |  |  |  |  |
|  | 3. Anne-Marie de Danemark                                            |  |  |  |  |  |  |  |  |  |  |  |  |  |  |  |
|  |                                                                      |  |  |  |  |  |  |  |  |  |  |  |  |  |  |  |
|  |                                                                      |  |  |  |  |  |  |  |  |  |  |  |  |  |  |  |
|  | 28. Gustave V de Suède                                               |  |  |  |  |  |  |  |  |  |  |  |  |  |  |  |
|  |                                                                      |  |  |  |  |  |  |  |  |  |  |  |  |  |  |  |
|  |                                                                      |  |  |  |  |  |  |  |  |  |  |  |  |  |  |  |
|  | 14. Gustave VI Adolphe de Suède                                      |  |  |  |  |  |  |  |  |  |  |  |  |  |  |  |
|  |                                                                      |  |  |  |  |  |  |  |  |  |  |  |  |  |  |  |
|  |                                                                      |  |  |  |  |  |  |  |  |  |  |  |  |  |  |  |
|  | 29. Victoria de Bade                                                 |  |  |  |  |  |  |  |  |  |  |  |  |  |  |  |
|  |                                                                      |  |  |  |  |  |  |  |  |  |  |  |  |  |  |  |
|  |                                                                      |  |  |  |  |  |  |  |  |  |  |  |  |  |  |  |
|  | 7. Ingrid de Suède                                                   |  |  |  |  |  |  |  |  |  |  |  |  |  |  |  |
|  |                                                                      |  |  |  |  |  |  |  |  |  |  |  |  |  |  |  |
|  |                                                                      |  |  |  |  |  |  |  |  |  |  |  |  |  |  |  |
|  | 30. Arthur du Royaume-Uni                                            |  |  |  |  |  |  |  |  |  |  |  |  |  |  |  |
|  |                                                                      |  |  |  |  |  |  |  |  |  |  |  |  |  |  |  |
|  |                                                                      |  |  |  |  |  |  |  |  |  |  |  |  |  |  |  |
|  | 15. Margaret du Royaume-Uni                                          |  |  |  |  |  |  |  |  |  |  |  |  |  |  |  |
|  |                                                                      |  |  |  |  |  |  |  |  |  |  |  |  |  |  |  |
|  |                                                                      |  |  |  |  |  |  |  |  |  |  |  |  |  |  |  |
|  | 31. Louise-Margareta de Prusse                                       |  |  |  |  |  |  |  |  |  |  |  |  |  |  |  |
|  |                                                                      |  |  |  |  |  |  |  |  |  |  |  |  |  |  |  |
|  |                                                                      |  |  |  |  |  |  |  |  |  |  |  |  |  |  |  |

### Bases de données
- Ressource relative à l'audiovisuel :   - IMDb
- Notice dans un dictionnaire ou une encyclopédie généraliste :   - Den Store Danske Encyklopædi

### Autres liens externes
- (en) « Prince Nikólaos », sur The Greek Royal Family, 23 février 2012 (consulté le 31 octobre 2016).
- (es) « Nicolás de Grecia », sur ¡Hola! (consulté le 27 novembre 2016).
- (en) « Italy: Greece's King Constantine Presents Week-Old Son to World Newsmen (1969) », sur British Pathé, 8 octobre 1969 (consulté le 19 mars 2023).